# Parc national des Samoa américaines
Le parc national des Samoa américaines est un parc national situé sur le territoire des Samoa américaines, réparti sur trois îles séparées: Tutuila, Ofu, et Ta`u. Autorisé par le Congrès en 1988, il a été effectivement établi le 9 septembre 1993 par le département des Parcs nationaux sur des terrains loués pour une durée de 50 ans par les conseils de villages samoans. Le but principal du parc est la préservation des ressources naturelles uniques des Samoas, en particulier les récifs de corail et la forêt tropicale humide. Il permet également des activités physiques diverses comme la marche à pied, la plongée libre et la plongée sous-marine. Il s'étend sur environ 36 km2, dont 10 de zone maritime.

## Accès et visites
La section du parc située sur Tutuila, la plus grande des îles Samoa américaines, est accessible en voiture. On peut s'y rendre facilement par deux voies différentes :
– soit en empruntant la route revêtue à partir du village de Pago Pago jusqu'à un petit parking situé au col de Fagasa, puis le sentier repéré par une signalisation de NPS, qui suit la crête surplombant Pago Pago jusqu'au mont Alava ;
– soit en traversant la crête au nord du port de Pago Pago, du village d'Aua jusqu'à Afono. D'Afono, continuer par la route revêtue à l'ouest, pour pénétrer dans la partie est du parc par la crête au-dessus de la baie d'Afono. La route continue à travers le parc jusqu'au village de Vatia. Au-delà de l'école, à l'extrémité ouest du village, un sentier repéré par une signalisation du NPS permet de rejoindre Pola Tai.
Pour visiter la section située sur Ofu, il faut utiliser un petit avion à partir de l'aéroport de Tutuila. Des possibilités d'hébergement existent à l'aéroport d'Ofu et à Asaga. Pour visiter la section située sur Ta`u, la voie aérienne est également nécessaire, à partir de Tutuila jusqu'à Fiti`uta. Des possibilités d'hébergement existent sur Ta`u.
Les visiteurs restent dans leur grande majorité sur l'île Tutuila, les îles Ofu et Ta`u étant peu visitées, bien qu'elles offrent également d'excellentes opportunités pour observer la grande variété des ressources naturelles des Samoa, aussi bien terrestres que sous-marines.